# منير ديان
منير ديان هو لاعب كرة قدم مغربي سابق من مواليد 16 ماي 1982 بقرية أولاد عبو. شغل مركز لاعب وسط بعدة أندية.
لعب في الإمارات لأندية دبي و الجزيرة الحمراء و الخليج و رأس الخيمة و الرمس .

## روابط خارجية
- منير ديان على موقع قاعدة بيانات كرة القدم.إي يو (الإنجليزية)
- منير ديان على موقع ناشيونال فوتبول تيمز (الإنجليزية)
- معلومات منير ديان على موقع كووورة